# Sorkikápolna
Sorkikápolna là một thị trấn thuộc hạt Vas, Hungary. Thị trấn này có diện tích 8,86 km², dân số năm 2010 là 269 người, mật độ 30 người/km².